# An Outcast Among Outcasts
An Outcast Among Outcasts é um filme mudo de 1912 norte-americano em curta-metragem, do gênero drama, dirigido por D. W. Griffith e Wilfred Lucas. Foi o filme de estreia de Lucas como diretor. Foi estrelado por Blanche Sweet.

## Elenco
- Frank Opperman
- Blanche Sweet
- W. Chrystie Miller
- Charles West
- Kate Toncray
- Dorothy Bernard
- William A. Carroll
- J. Jiquel Lanoe
- David Miles
- W. C. Robinson